# Ясинский, Павел Африканович
 Па́вел Африка́нович Яси́нский  (1839—?) — российский акушер и гинеколог, заслуженный профессор Харьковского университета.

## Биография
Сын титулярного советника. Родился 29 июня 1839 года[по какому календарю?] в Краснокутске Богодуховского уезда Харьковской губернии. Первоначальное образование получил в Ахтырском уездном училище, а с августа 1849 года учился в Первой Харьковской гимназии, курс которой окончил в 1857 году.
В том же году он был принят на медицинский факультет Императорского Харьковского университета. На третьем курсе был зачислен в казённокоштные студенты и по окончании курса в университете в 1862 году со званием лекаря, по ходатайству медицинского факультета оставлен при университете в должности ординатора акушерской клиники.
Научную подготовку получил у профессора И. П. Лазаревича, исполняя при нём около семи лет должность ординатора. Кроме того два года Павел Африканович занимался ещё в гистологическом кабинете Харьковского университета. Здесь под руководством Хржонщевского он изучил мало разработанные тогда вопросы. После защиты диссертации 5 ноября 1868 года удостоен звания доктора медицины. В мае 1869 года назначен на должность директора Харьковского земского повивального училища. В этой должности он состоял до 1 сентября 1902 года.
С 2 декабря 1872 года по 23 мая 1875 года состоял врачом при Второй Харьковской гимназии, а с 24 августа 1874 года по 1 ноября 1882 года при Третьей Харьковской гимназии. 11 ноября 1875 года по прочтении двух пробных лекции утвержден приват-доцентом по кафедре акушерства.
2 февраля 1887 года назначен сверхштатным, а 3 ноября 1888 года штатным экстраординарным профессором Харьковского университета; 15 марта 1890 года назначен ординарным профессором университетской кафедры акушерства и гинекологии.
11 сентября 1900 года утверждён в звании заслуженного профессора и в течение трех лет еще продолжал руководить акушерско-гинекологической клиникой и читал лекции студентам. В 1904 году Ясинский вышел в отставку и проживал в своём имении в Полтавской губернии.
Состоял в чине действительного статского советника и имел ордена Святой Анны 2-й и 3-й степени и Святого Владимира 3-й и 4-й степени. Согласно определению Харьковского дворянского депутатского собрания Правительствующим Сенатом утверждён в потомственном дворянском достоинстве 3 ноября 1895 года и внесён в 3-ю часть дворянской родословной книги Харьковской губернии.
Потомки: Евгений Павлович Ясинский (сын приемный), 1876 - 1918. Инженер путей сообщения Курской железной дороги. Жил в городе Тим Курской губернии. Алексей Евгеньевич Ясинский (внук), 1904 - 1984. Работал в г. Одессе в порту, сменил множество профессий, пока не переехал в Москву, где стал начальником строительной организации. Сергей Алексеевич Ясинский (правнук), 1943 г.р. Пианист-концертмейстер, в детстве снялся в фильме "Судьба барабанщика" по А. Гайдару в главной роли пионера Серёжи.

## Труды
- Об употреблении маточного зонда с распозновательной целью. 1863
- К учению о строении детского места. Докторская диссертация Харьков 1868
- Резкая форма саркомы матки 1875.
- Три случая меланхолии в связи с перегибом матки и лечение последнего металлическими бужами. 1876
- О влиянии механизма родов на форму головки плода 1876
- О перевязки пуповины 1876
- Об отличительных признаках экстравазатных околоматочных опухолей : [Чит. в заседании Мед. секции О-ва опытных наук, в Харькове, 5 ноября 1875 г.] / [Соч.] Д-ра П. А. Ясинского Харьков : Унив. тип., 1876 о
- Отчет о Харьковском земском родильном доме за 1878 год.
- Беременность пять месяцев спустя после менопаузы 1879.
- Курс акушерства, читанный в Харьковском земском повивальном училище д-м П. А. Ясинским в 1883/4 году : Ч. 1-
- Курс акушерства для врачей и студентов. Харьков 1887.